# Upper Hulme
Upper Hulme – osada w Anglii, w hrabstwie Staffordshire, w dystrykcie Staffordshire Moorlands. Leży 38 km na północ od miasta Stafford i 221 km na północny zachód od Londynu.